# Ziekenfonds (België)

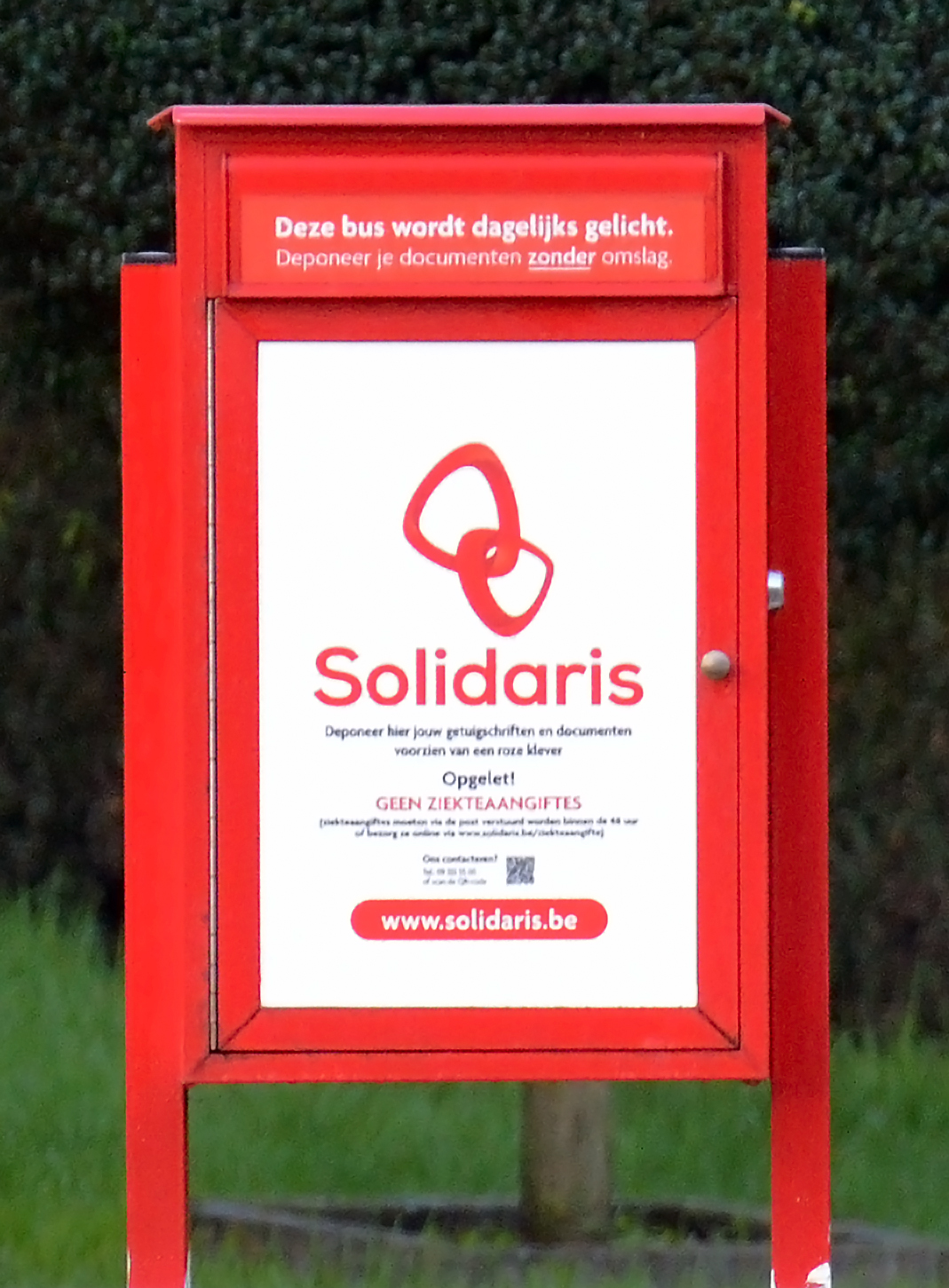
Een brievenbus van het ziekenfonds Solidaris, waarmee leden doktersbriefjes aan hun ziekenfonds kunnen bezorgen.

In België beheert een ziekenfonds, ook aangeduid met de naam mutualiteit, de verplichte ziektekostenverzekering. 

## Aansluiting
Lidmaatschap van een ziekenfonds (of “verzekeringsinstelling”) is verplicht voor wie:
- begint te werken als bediende, arbeider of zelfstandige;
- nog studeert en 26 jaar wordt;
- een werkloosheidsuitkering ontvangt.

Kinderen tot 26 jaar zijn automatisch aangesloten als persoon ten laste van het gezinshoofd, tenzij ze eerder fiscaal onafhankelijk worden.

## Verzekeringsinstellingen
In België kan iedere ingezetene zich bij een van de vijf erkende, al dan niet politiek gebonden ziekenfondsen of bij de federale neutrale Hulpkas voor Ziekte- en Invaliditeitsverzekering (HZIV) aansluiten. Voor spoorwegpersoneel geldt een bijzondere regeling bij de Kas der Geneeskundige Verzorging van HR Rail.
Elk ziekenfonds biedt de verplichte gratis ziekteverzekering aan. Die wordt betaald door de werkgevers- en werknemersbijdragen aan de sociale zekerheid en door de subsidies van de federale overheid. De verplichte verzekering betaalt (gedeeltelijk) de geneeskundige prestaties die het Rijksfonds voor sociale zekerheid RIZIV erkend heeft. De verplichte ziekteverzekering betaalt ook de uitkeringen in geval van arbeidsongeschiktheid. 
Daarnaast bieden de ziekenfondsen ook nog aanvullende verzekeringen aan. Daarmee vergoeden ze verstrekkingen die niet of onvoldoende door de verplichte ziekteverzekering gedekt worden, zoals brillen, vaccinaties, tandheelkunde, revalidatie... Hiermee proberen de fondsen zich van hun concurrenten te onderscheiden en nieuwe leden te werven.
De Hulpkas voor Ziekte- en Invaliditeitsverzekering biedt enkel de verplichte ziekteverzekering aan. De leden van de andere ziekenfondsen zijn sinds 2010 wettelijk verplicht een aanvullende ziekteverzekering af te sluiten.
Er zijn in België 5 erkende landsbonden, onderverdeeld in 60 voornamelijk regionaal georganiseerde ziekenfondsen:
- 20 Christelijke Mutualiteiten
- 13 Socialistische Mutualiteiten
- 10 Liberale Mutualiteiten
- 4 Onafhankelijke Ziekenfondsen
- 7 Neutrale Ziekenfondsen

De Hulpkas voor Ziekte- en Invaliditeitsverzekering (HZIV) heeft 12 gewestelijke diensten en het NMBS-ziekenfonds heeft 5 gewestelijke centra 
Het Rijksinstituut voor Ziekte- en Invaliditeitsverzekering (RIZIV) ontvangt - onder meer van de Rijksdienst voor Sociale Zekerheid (RSZ) en van de sociale verzekeringsfondsen voor zelfstandigen - de bijdragen voor de ziekte- en invaliditeitsverzekering en verdeelt ze over de landsbonden, de Hulpkas en het NMBS-ziekenfonds. Het RIZIV controleert deze instanties ook.

## Lijst

### Landsbonden
| Landsbond | Landsbond | Landsbond                                                     | Leden     |
| --------- | --------- | ------------------------------------------------------------- | --------- |
|           | 100       | Landsbond der Christelijke Mutualiteiten                      | 4.600.893 |
|           | 200       | Landsbond van de Neutrale Ziekenfondsen                       | 573.696   |
|           | 300       | Solidaris, nationaal verbond van socialistische mutualiteiten | 3.252.667 |
|           | 400       | Landsbond van Liberale Mutualiteiten                          | 539.577   |
|           | 500       | Landsbond van de Onafhankelijke Ziekenfondsen                 | 2.232.397 |

### Ziekenfondsen
| Ziekenfonds | Ziekenfonds                                      | Werkingsgebied                                                                             | Landsbond | Landsbond                                     | Leden     |
| ----------- | ------------------------------------------------ | ------------------------------------------------------------------------------------------ | --------- | --------------------------------------------- | --------- |
| 120         | CM Vlaanderen                                    | Vlaamse Gemeenschap                                                                        |           | Landsbond der Christelijke Mutualiteiten      | 3.465.993 |
| 134         | Mutualité chrétienne                             | Duitstalige Gemeenschap Franse Gemeenschap                                                 |           | Landsbond der Christelijke Mutualiteiten      | 1.134.900 |
| 203         | Vlaams & Neutraal Ziekenfonds                    | Vlaamse Gemeenschap                                                                        |           | Landsbond van de Neutrale Ziekenfondsen       | 125.810   |
| 216         | La Mutualité Neutre                              | Franse Gemeenschap                                                                         |           | Landsbond van de Neutrale Ziekenfondsen       | 186.877   |
| 228         | Mutualia                                         | Brussels Hoofdstedelijk Gewest Luik Luxemburg Vlaams-Brabant Waals-Brabant West-Vlaanderen |           | Landsbond van de Neutrale Ziekenfondsen       | 135.696   |
| 235         | Neutraal Ziekenfonds Vlaanderen                  | Vlaamse Gemeenschap                                                                        |           | Landsbond van de Neutrale Ziekenfondsen       | 125.313   |
| 304         | Solidaris Antwerpen                              | Antwerpen                                                                                  |           | Solidaris                                     | 502.518   |
| 306         | Solidaris Brabant                                | Brussels Hoofdstedelijk Gewest Vlaams-Brabant                                              |           | Solidaris                                     | 634.743   |
| 309         | Solidaris West-Vlaanderen                        | West-Vlaanderen                                                                            |           | Solidaris                                     | 207.433   |
| 311         | Solidaris Oost-Vlaanderen                        | Oost-Vlaanderen                                                                            |           | Solidaris                                     | 272.779   |
| 319         | Solidaris Wallonie                               | Henegouwen Luik Namen Waals-Brabant                                                        |           | Solidaris                                     | 1.238.428 |
| 322         | Solidaris Limburg                                | Limburg                                                                                    |           | Solidaris                                     | 314.666   |
| 323         | Mutualité Socialiste du Luxembourg               | Luxemburg                                                                                  |           | Solidaris                                     | 82.100    |
| 403         | LM MUTPLUS                                       | Brussels Hoofdstedelijk Gewest Henegouwen Vlaams-Brabant Waals-Brabant                     |           | Landsbond van Liberale Mutualiteiten          | 157.556   |
| 407         | LM Oost-Vlaanderen                               | Oost-Vlaanderen                                                                            |           | Landsbond van Liberale Mutualiteiten          | 119.184   |
| 409         | Mutualité Libérale Hainaut-Namur                 | Henegouwen Namen                                                                           |           | Landsbond van Liberale Mutualiteiten          | 36.618    |
| 414         | Mutualité Libérale Liège-Luxembourg              | Luik Luxemburg                                                                             |           | Landsbond van Liberale Mutualiteiten          | 22.846    |
| 417         | LM Plus                                          | Antwerpen Limburg Vlaams-Brabant West-Vlaanderen                                           |           | Landsbond van Liberale Mutualiteiten          | 203.373   |
| 509         | Partenamut                                       | Franse Gemeenschap                                                                         |           | Landsbond van de Onafhankelijke Ziekenfondsen | 1.270.049 |
| 515         | Freie Krankenkasse                               | Duitstalige Gemeenschap                                                                    |           | Landsbond van de Onafhankelijke Ziekenfondsen | 26.158    |
| 526         | Helan                                            | Vlaamse Gemeenschap                                                                        |           | Landsbond van de Onafhankelijke Ziekenfondsen | 936.190   |
| 600         | Hulpkas voor Ziekte- en Invaliditeitsverzekering | België                                                                                     |           |                                               | 118.857   |
| 900         | Kas der Geneeskundige Verzorging van HR Rail     | België                                                                                     |           |                                               | 99.548    |

## Kritiek
De Studiekring voor de Kritische Evaluatie van Pseudowetenschap en het Paranormale (SKEPP) hekelt de ziekenfondsen voor het terugbetalen van alternatieve geneeswijzen die geen wetenschappelijke basis hebben. De organisatie vindt dat het aanbieden van deze vergoedingen misleidend is voor consumenten en dat ziekenfondsen hiermee hun financiële belangen boven de gezondheid van hun leden stellen. SKEPP stelt dat het verplicht stellen van aanvullende verzekeringen voor deze behandelingen onwettig is en roept op tot meer toezicht op de praktijken van de ziekenfondsen. Samenvattend vindt SKEPP dat ziekenfondsen verantwoordelijk zijn voor het verspreiden van misinformatie en het verspillen van geld aan ineffectieve behandelingen. SKEPP stelt dat ziekenfondsen 200 miljoen euro kunnen besparen door te stoppen met het terugbetalen van alternatieve behandelingen.
In zijn boek '200 jaar homeopathie, een onverdund kritische bespreking' bespreekt auteur en Skepp-lid Filip Van Beurden hoe de onbewezen  alternatieve geneeswijze homeopathie door verschillende ziekenfondsen (deels) wordt terugbetaald. . 
Wat heeft dit met de informatie over ziekenfondsen in België te maken ? Misschien een SKEPP trol?  De discussie over homeopathie hoeft echt niet op deze informatiepagina ivm Belgische ziekenfondsen gevoerd te worden.  Zo kan je ook nog de kritiek van bepaalde politieke partijen op de ziekenfondsen hier opnemen?  Of de kritiek van reisorganisaties die ziekenfondsen verwijten dat ze reizen aanbieden?  Tegenwoord van de ziekenfondsen zelf?  